# Пихлаямяки, Кустаа
Кустаа Кустаанпойка Пихлаямяки (фин. Kustaa Kustaanpoika Pihlajamäki; 7 апреля 1902, Сейняйоки, Финляндия — 10 февраля 1944, Хельсинки, Финляндия) — финский борец вольного и греко-римского стиля, двукратный чемпион Олимпийских игр, двукратный чемпион Европы по вольной борьбе и шестикратный чемпион Европы по греко-римской борьбе, 16-кратный чемпион Финляндии по вольной борьбе  (1924-25, 1927-28, 1930-31, 1933-34, 1935-39, 1943 в полулёгком весе и 1926, 1932 в лёгком весе), 12-кратный чемпион Финляндии по греко-римской борьбе (1925, 1927, 1929-31, 1934, 1936-37, 1940-43) . Один из выдающихся финских борцов.

## Биография
Родился в известной борцовской семье. Его братья Арви и Пааво были неоднократными чемпионами Финляндии, а двоюродный брат Херманни чемпионом и призёром Олимпийских игр.
На Летних Олимпийских играх 1924 года в Париже боролся в весовой категории до 56 килограммов (легчайший вес). Турнир в вольной борьбе проводился по системе с выбыванием из борьбы за чемпионский титул после поражения, с дальнейшими схватками за второе и третье места. Схватка продолжалась 20 минут и если победитель не выявлялся в это время, назначался дополнительный 6-минутный раунд борьбы в партере. В категории боролись 12 спортсменов.
| Круг          | Соперник       | Страна                    | Результат | Основание | Время схватки |
| ------------- | -------------- | ------------------------- | --------- | --------- | ------------- |
| 1             | -              | -                         | -         | -         | -             |
| Четвертьфинал | Сонни Дарби    | Великобритания            | Победа    | По очкам  | -             |
| Полуфинал     | Брайан Хайнс   | Соединённые Штаты Америки | Победа    | По очкам  | -             |
| Финал         | Каарло Мякинен | Финляндия                 | Победа    | По очкам  | -             |

На Летних Олимпийских играх 1928 года в Амстердаме боролся в категории до 61 килограмма; титул оспаривали 9 человек.
| Круг                    | Соперник        | Страна                    | Результат | Основание | Время схватки |
| ----------------------- | --------------- | ------------------------- | --------- | --------- | ------------- |
| 1                       | -               | -                         | -         | -         | -             |
| Четвертьфинал           | Рене Роттенфлюк | Франция                   | Победа    | По очкам  | -             |
| Полуфинал               | Элли Моррисон   | Соединённые Штаты Америки | Поражение | По очкам  | -             |
| Схватка за второе место | Ханс Миндер     | Швейцария                 | Победа    | По очкам  | -             |

На Летних Олимпийских играх 1932 года в Лос-Анджелесе боролся в категории до 61 килограмма (лёгкий вес); титул оспаривали 8 человек. Выбывание из турнира проходило по мере накопления штрафных баллов. Схватку судили трое судей, за чистую победу штрафные баллы не начислялись, за победу решением судей при любом соотношении голосов начислялся 1 штрафной балл, за проигрыш решением 2-1 начислялись 2 штрафных балла, проигрыш решением 3-0 и чистый проигрыш карался 3 штрафными баллами.
| Круг | Соперник            | Страна                    | Результат | Основание              | Время схватки |
| ---- | ------------------- | ------------------------- | --------- | ---------------------- | ------------- |
| 1    | Марвин Клодтфельтер | Соединённые Штаты Америки | Поражение | 3-0 (3 штрафных балла) | -             |
| 2    | Хови Томас          | Канада                    | Победа    | 3-0 (1 штрафной балл)  | -             |
| 3    | Густаф Кларен       | Швеция                    | Победа    | 3-0 (1 штрафной балл)  | -             |

Накопив 5 штрафных баллов, выбыл из турнира, разделив 4-5 места с Марфином Клодфелтером.
На Летних Олимпийских играх 1936 года в Берлине боролся в категории до 61 килограмма (полулёгкий вес); титул оспаривали 15 человек. Турнир проводился по прежним правилам с начислением штрафных баллов.
34-летний Кустаа Пихлаямяки показательно провёл схватки, чисто выиграв первые четыре
| Круг | Соперник      | Страна                    | Результат | Основание                | Время схватки |
| ---- | ------------- | ------------------------- | --------- | ------------------------ | ------------- |
| 1    | Гектор Риске  | Бельгия                   | Победа    | Туше (0 штрафных баллов) | 4:40          |
| 2    | Вернер Спичер | Швейцария                 | Победа    | Туше (0 штрафных баллов) | 1:57          |
| 3    | Яшар Эркан    | Турция                    | Победа    | Туше (0 штрафных баллов) | 2:40          |
| 4    | Ференц Тот    | Венгрия                   | Победа    | Туше (0 штрафных баллов) | 3:41          |
| 5    | Фрэнк Миллард | Соединённые Штаты Америки | Победа    | 3-0 (1 штрафной балл)    | -             |

После схватки пятого круга занимал первое место и в заключительном круге, исходя из количества штрафных баллов, уже не боролся, досрочно став олимпийским чемпионом.
Продолжал выступления на международных соревнованиях до 1939 года (затем началась война), а на внутренних соревнованиях до 1943 года.
С 1925 года работал полицейским в Хельсинки. В ночь с 6 на 7 февраля 1944 года во время бомбардировки при налёте на столицу
Финляндии советских ВВС был ранен и умер от перитонита  10 февраля 1944 года.
В 1956 году борцу установлен памятник в Хельсинки, он введён в Зал славы Финляндии. В 2005 году первым из финских борцов был введён в Зал славы FILA.